# Quartetto per archi n. 15 (Schubert)
Il Quartetto per archi n. 15 in sol maggiore, D. 887, fu scritto da Franz Schubert nel giugno 1826. Fu pubblicato postumo nel 1851, come Opus 161.

## Analisi
Il brano è in quattro movimenti, ed ha una durata media di circa 50-55 minuti:
1. Allegro molto moderato (sol maggiore, in tempo di 3⁄4)
2. Andante un poco moto (mi minore, in tempo comune)
3. Scherzo: Allegro vivace (si minore, in tempo di 3⁄4) – Trio: Allegretto (sol maggiore)
4. Allegro assai (sol maggiore, in tempo di 6⁄8)

### I. Allegro molto moderato
Quando l'Allegro molto moderato del primo movimento inizia alternando vertiginosamente accordi maggiori e minori (in un ritmo caratteristico punteggiato, del quale molte forme riecheggeranno in tutto il quartetto) e modi, alcune battute alla volta e il movimento diventa più stabile solo con l'introduzione del tema lirico principale alla battuta quattordici. Il primo movimento è pieno di tremolandi, che portano anche alla ripetizione dell'esposizione e contiene molte altre nuove partenze per il compositore.
Ciò può includere l'uso di un motivo in terzine per collegare il primo e il secondo gruppo principale di questa forma sonata; il secondo gruppo si apre, esattamente come accade nei quintetti d'archi scritti in seguito e simile alla tecnica in alcune opere di Beethoven - non nella chiave dominante ma con un tema tranquillo nella mediante, si bemolle, con un ritmo non del tutto identico a quello del tema lirico che ha rallentato presto le cose (battuta quattordici, di nuovo) e con accompagnamento pizzicato. C'è una transizione agitata e dominata dalla tripletta e si ascolta lo stesso tema, ora in re, con accompagnamenti di tripletta; le terzine, non il tema, continuano fino alla fine dell'esposizione e scendono gradualmente dal re basso al sol per la ripetizione, o per la seconda fine e l'inizio dello sviluppo, dove continuità significa il continuo mormorio di archi sommessi, costruendo per un po' lo scambio con passaggi più energici, quindi introducendo versioni più veloci dei ritmi punteggiati dei temi principali. Il culmine dello sviluppo porta a una ricapitolazione particolarmente tranquilla, molto diversa nella sua apertura da ciò che avevamo sentito in origine. Nella coda l'apertura del quartetto, sia il suo ritmo che i suoi scambi maggiori/minori, hanno un'ulteriore possibilità di esibirsi.
C'è un passaggio armonico straordinariamente innovativo nel primo movimento. Tra mm. 414 e 429 Schubert prolunga il sol maggiore con una suddivisione uguale dell'ottava usando i 3º maggiori. Passare gli accordi di settima nel basso fornisce una progressione lineare regolare che collega questi terzi maggiori, il cui risultato è una discesa in tutti i toni nel violoncello della voce di basso. Si verificano i seguenti 3° prolungamenti principali: sol (mm. 414-416) mi bemolle (mm. 417-418) si (mm. 419-420) sol (mm. 421-422) mi bemolle (423-426). Nella misura 426 Schubert reinterpreta in modo enarmonico questa struttura di settima dominante, risolvendola come un 6° tedesco aumentato, procedendo così in bVI-V-I nelle mm. 427-429.

### II. Andante un poco moto
Il drammatico movimento lento contiene molto in termini di ritmo di marcia e improvvise planate di violino verso l'alto seguite da cadute sulla corda più bassa e ancora molto uso del tremolo.

### III. Scherzo: Allegro vivace con trio: Allegretto
Lo scherzo ha una struttura leggera, agile per gran parte della sua durata, prefigurando quelli di Mendelssohn. Il trio dello scherzo è un lieve duetto accompagnato, prima tra violoncello e primo violino, poi prima violino e viola, poi di nuovo violoncello e primo violino.

### IV. Allegro assai
Il finale continua il coinvolgimento del primo movimento in un movimento esteso e ambiguo che potrebbe essere sonata o rondò, potrebbe essere sol maggiore o minore. Il tema iniziale è più estremo, più rapido, nei suoi scambi di accordi maggiori e minori rispetto a quello del primo movimento; i suoi ritmi ricordano la tarantella, come con quello del quartetto precedente, che il movimento ricorda, ma solo in qualche modo e il movimento ha una qualità capricciosa.
Il quartetto fu pubblicato per la prima volta entro il 1852, da Diabelli di Vienna.

## Eredità culturale
- Nella commedia drammatica di Woody Allen del 1989 Crimes and Misdemeanors, parti dell'Allegro molto moderato (incluso il ritmo puntato dell'apertura) sono usate come metro drammatico durante diverse scene che formano parti centrali della trama dei "crimini".

- Nella rivista Gramophone Stephen Johnson si è riferito all'opera come al più grande quartetto d'archi di Schubert e ipotizzava che viene ascoltato meno frequentemente rispetto ai due precedenti quartetti del compositore non a causa della qualità inferiore ma perché è meno accessibile.[5]

## Incisioni
Il Quartetto per archi è stato registrato da molti quartetti, tra cui:
- Quartetto Alban Berg
- Quartetto Amadeus
- Quartetto Artemis
- Quartetto Auryn
- Quartetto Belcea
- Quartetto Brandis
- Quartetto Busch
- Quartetto Cherubini
- Quartetto Chilingirian
- Quartetto Casals
- Quartetto Emerson
- Quartetto Guarneri
- Quartetto Hagen
- Quartetto Hugo Wolf
- Budapest String Quartet

- Juilliard String Quartet
- Quartetto Kodály
- Quartetto Kolisch
- Quartetto Kuss
- Quartetto d'archi Lipsia
- Quartetto Mandelring
- Quartetto Melos
- Quartetto New Orford
- Quartetto New Zealand
- Quartetto Oslo
- Quartetto Prazak
- Quartetto Italiano
- Quartetto d'Archi Tokyo
- Quartetto Végh
- Quartetto Verdi